# Футбольный матч Венгрия — Бразилия (1954)
Футбольный матч Венгрия — Бразилия прошёл в швейцарском городе Берн 27 июля 1954 года в рамках четвертьфинала чемпионата мира по футболу 1954 года, проходившего в Швейцарии. Матч завершился победой венгров со счетом 4:2 над сборной Бразилии. В немецкой прессе также известен как «Битва в Берне» (нем. Schlacht von Bern): он стал одним из самых грубых за весь чемпионат. В ходе матча судья Артур Эллис удалил трёх игроков, но и после игры в раздевалке состоялась массовая драка.

## Перед игрой
До начала матча над Берном собрались тучи. После дождя стало понятно, что бразильцы, не привыкшие к такой погоде, чувствовали себя некомфортно.
Бразильцы очень хотели реабилитироваться, после того как потерпели фиаско в решающем матче (финала в том чемпионате не было) предыдущего чемпионата мира. Венгерская команда к тому времени была известна уже во всём мире — после Олимпийских игр 1952 и знаменитой победы над англичанами 6:3 на Уэмбли. Находящаяся на пике формы и славы, Золотая команда желала добавить ещё один трофей, Приз Жюля Риме (Кубок мира появился лишь в 1974 году). Венгры считались фаворитами чемпионата мира.

## Матч
Мадьяры начали игру, оформив два быстрых гола. Отличились Нандор Хидегкути и Шандор Кочиш на 4 и 7 минутах соответственно. Сбивать венгерский кураж бразильцы принялись с помощью грязных приёмов, однако первым жёлтую карточку схватил Лорант. Чуть позднее в бразильского игрока Индио влетел ещё один венгерский защитник — Бузански. Так как столкновение произошло в штрафной, арбитр назначил пенальти, и Нилтон Сантос успешно реализовал его. С течением времени игра становилась всё более грубой. На 60 минуте произошёл довольно спорный момент. После навеса Цибора в штрафную, пытаясь укрыть мяч от Кочиша, защитник Пинейро коснулся мяча рукой и Эллис назначил пенальти. Тут несколько бразильских журналистов выскочили на поле, но их остановили полицейские, не дав поговорить с арбитром. Лантош пушечным ударом не оставил шансов Кастильо. Но перед «основным действом» болельщиков поразил Жулиньо, который нанёс на 65 минуте неберущийся дальний удар, с явным намёком на сухой лист. Постепенно напряжение начинало выходить на поверхность. Сначала Лорант сбил Индио у угла штрафной, а потом арбитру пришлось выгнать Божика и Нилтона Сантоса, причем провокатором являлся Сантос, а Божик изначально не хотел драки. На 79 минуте, несмотря на то, что карточки в то время использовались крайне редко, Умберто был удалён с поля за опасный подкат. Бразильцы оставались вдевятером, венгров было десять, однако получивший травму ещё в конце первого тайма нападающий Йожеф Тот уже почти не участвовал в игре (замен тогда не было). На 88 минуте матча окончательно установил вопрос о победителе Шандор Кочиш.

## После матча
90-минутное противостояние закончено, победитель известен, однако команды продолжили «бой» уже за пределами поля. Началось всё с Пушкаша, который ударил бутылкой Пинейро. К счастью для венгров, этот эпизод Эллис не заметил, но это заметили игроки. Тут началась настоящая битва. В неё ввязались все: игроки, тренеры, медперсонал, полицейские. К примеру, Густав Шебеш ушёл с поля с рассечённой головой. Бойня продолжилась в раздевалке венгерских футболистов. С трудом полицейским удалось усмирить беспорядок. После мордобоя в бразильской раздевалке наступила пора угрюмых настроений. Вот что сказал Нилтон Сантос (впоследствии двукратный чемпион мира):

«Это была моя последняя надежда стать чемпионом мира. Молодые, например Умберто, Жулиньо, Индио, Пинейро, даже Диди (также, вместе с Нилтоном, станет двукратным чемпионом мира), ещё смогут сыграть через четыре года. Мне же скоро тридцать».

## Дисциплинарный комитет
Все члены комитета находились на трибуне и прекрасно наблюдали «третий тайм». Однако никто наказан не был. В том числе и Йожеф Божик, которого спокойно допустили к игре. Вот как это прокомментировал Эллис:
«В те времена удаление считалось серьёзным проступком и, если было получено в международном матче, как правило, влекло за собой дисквалификацию даже в национальном масштабе. Вскоре я осведомился у Божика, что ему было дома за это удаление. Ответил он гордо и с вызовом: „У нас в Венгрии народных депутатов не наказывают!“»

## Отчёт
| 27 июня, 1954                                                                            | \| Венгрия \| 4:2 (2:1) \| Бразилия \| \| Нандор Хидегкути '4 Шандор Кочиш '7, '88 Михай Лантош '60 \| Голы \| Джалма Сантос '18 Жулиньо '65 \| | Берн, Стад де Сюисс Судья: Эдвард Артур Эллис Зрителей: 40,000 |
| Примечание: Джалма Сантос '18 (Бразилия) и Михай Лантош '62 (Венгрия) забили с пенальти. | |                                                                |
| Венгрия                                                                                  | 4:2 (2:1) | Бразилия                                                       |
| Нандор Хидегкути '4 Шандор Кочиш '7, '88 Михай Лантош '60                                | Голы | Джалма Сантос '18 Жулиньо '65                                  |

### Составы команд
Венгрия: Дьюла Грошич, Енё Бузански, Дьюла Лорант, Михай Лантош, Йожеф Божик, Йожеф Закариаш, Йожеф Тот, Шандор Кочиш, Нандор Хидегкути, Золтан Цибор, Михай Тот.
Бразилия: Кастильо, Джалма Сантос, Нилтон Сантос, Бранданзиньо, Пиньейро, Бауэр, Жулиньо, Диди, Мауриньо, Умберто, Индио.